# Takahiro Oshima
Takahiro Oshima (大島 嵩弘 Oshima Takahiro?, nacido el 14 de abril de 1988 en Chiba) es un futbolista japonés que se desempeña como defensa.

## Trayectoria

### Clubes
| Club               | País  | Año         |
| ------------------ | ----- | ----------- |
| Kashiwa Reysol     | Japón | 2007 - 2009 |
| AC Nagano Parceiro | Japón | 2009 -      |

## Estadística de carrera

### J. League
| Club               | Año   | J. League | J. League | Copa J. League | Copa J. League | Total | Total |
| Club               | Año   | Part.     | Goles     | Part.          | Goles          | Part. | Goles |
| ------------------ | ----- | --------- | --------- | -------------- | -------------- | ----- | ----- |
| Kashiwa Reysol     | 2007  | 0         | 0         | 0              | 0              | 0     | 0     |
| Kashiwa Reysol     | 2008  | 1         | 0         | 0              | 0              | 1     | 0     |
| Kashiwa Reysol     | 2009  | 0         | 0         | 0              | 0              | 0     | 0     |
| AC Nagano Parceiro | 2014  | 32        | 1         | -              | -              | 32    | 1     |
| AC Nagano Parceiro | 2015  | 35        | 3         | -              | -              | 35    | 3     |
| AC Nagano Parceiro | 2016  | 11        | 2         | -              | -              | 11    | 2     |
| AC Nagano Parceiro | 2017  | 32        | 2         | -              | -              | 32    | 2     |
| Total              | Total | 111       | 8         | 0              | 0              | 111   | 8     |